# Plàtan de la Plaça de la Riera de Gaià
El Plàtan de la Plaça de la Riera de Gaià (Platanus x hispanica) és un arbre que es troba al municipi de La Riera de Gaià (el Tarragonès), el qual, per les seues dimensions, és el segon plàtan més gruixut de tot Catalunya.

## Dades descriptives
- Perímetre del tronc a 1,30 m: 4,97 m.
- Perímetre de la base del tronc: 7,09 m.[1]
- Alçada: 23 m.
- Amplada de la capçada: 17,5 m.
- Altitud sobre el nivell del mar: 28 m.

## Entorn
Se situa a la plaça del poble, on no hi ha pràcticament vegetació, ja que es tracta d'una plaça dura. L'arbre té una jardinera als peus, on hi ha plantada flor de temporada i tuies. També hi observem testos i jardineres amb romaní i petúnia. A la zona del pàrquing que hi ha una mica més avall hi trobem avellanetes, morella de paret, marialluïsa, mandariner, mèlia, tipuana i plançons de lledoner i figuera.

## Aspecte general
Està vigorós i sa. Té alguna concavitat a la creu, conseqüència de velles podes incorrectes, les quals han produït certa putrefacció que ha penetrat en l'arbre i ha provocat la descomposició de la fusta morta i podrida en aquella alçada. Fora d'això, la resta de l'arbre està pràcticament impecable. Hom diu que "el plataner de la plaça" (tal com és anomenat pels vilatans) aixecava, amb les seues branques, les teules de les cases quan feia vent. És per això que va ser esporgat per primera vegada al desembre del 1951 (en van sortir unes 20 tones de llenya). Arran d'aquesta esporgada, se li va donar la forma arrodonida que té actualment a la seua capçada.

## Observacions
Al poble hi ha una indicació amb la llegenda "Arbre monumental" a la mateixa carretera que el travessa. Segons els estudis dels tècnics municipals, es va calcular que l'arbre tenia 120 anys el 2008. Va ser declarat Arbre Monumental l'any 1992 i ara és un arbre protegit.

## Curiositats
Les primeres notícies que tenim sobre la seua edat són les provinents de la tradició oral. Molts besavis i avis del poble explicaven que l'arbre va ésser plantat el dia que va néixer Alfons XIII (17 de maig del 1886). L'any 1984 es va editar una auca en commemoració del 175è aniversari del vot de poble de la Santa Creu, on hi havia un verset de la Rosa Maria Terrafeta que recollia aquesta tradició oral i deia:
| « | "Celebrant que el rei nasqué En Joan Fortuny i Mallafré Amb afany i molta traça Plantà l'arbre de la plaça que amb ventades, trons i llamps Aviat complirà cent anys…" | » |

Una altra informació escrita que parla sobre l'edat de l'arbre de la plaça ens la proporciona la "Llibreta de Cal Espitxagó" transcrita en part en els "Apunts històrics" de Jaume Rafí, on s'explica que després de diversos intents als anys 1878, 1882 i 1885 es plantà un plàtan a la plaça el 16 de febrer de 1887. La raó de per què es va plantar un arbre a La Riera de Gaià quan va néixer el rei el 1886 es deu al fet que 14 anys abans, el 1873, s'havia proclamat la Primera República Espanyola i s'havia destituït el rei. En aquell any i a Catalunya, es van plantar molts plàtans anomenats "Arbres de la Llibertat" en places de ciutats i pobles perquè simbolitzaven els valors de la Primera República (Llibertat, Igualtat i Fraternitat). Quan la República va caure el 1874 i es va restaurar la monarquia amb Alfons XII, molts símbols republicans van desaparèixer menys uns pocs com, per exemple, el de plantar un arbre per celebrar els grans esdeveniments polítics (en aquesta cas, el naixement del futur rei Alfons XIII). La seua bellesa fa que tingui un enorme pes com a element identificador del poble, ja que és un arbre popular i reconegut arreu de la comarca.

## Accés
Cal adreçar-se a la plaça major del poble. GPS 31T 0362521 4558313.